# Entedonomphale margiscutum
Entedonomphale margiscutum är en stekelart som beskrevs av Girault 1915. Entedonomphale margiscutum ingår i släktet Entedonomphale och familjen finglanssteklar. Inga underarter finns listade i Catalogue of Life.